# Шварценборн (Айфель)
Шварценборн (нем. Schwarzenborn) — община в Германии, в земле Рейнланд-Пфальц.
Входит в состав района Бернкастель-Витлих. Подчиняется управлению Мандершайд. Население составляет 56 человек (на 31 декабря 2010 года). Занимает площадь 5,13 км².